# Limotettix
Limotettix — род цикадок из отряда Полужесткокрылых. 

## Описание
Цикадки размером 3-5 мм. Стройные, с широкой поперечной головой. Переход лица в темя плавный. В СССР 10 видов.  
- Limotettix atricapillus (Boheman, 1845)
- Limotettix aviger Emeljanov, 1964
- Limotettix ochrifrons Vilbaste, 1973
- Limotettix sphagneticus Emeljanov, 1964
- Limotettix striola (Fallén, 1806)